# Vincent Glenn
 (juin 2017).
Vincent Glenn, né le 17 novembre 1967 à Montreuil, est un réalisateur, producteur et auteur français. Après de nombreux films documentaires pour Arte puis pour le cinéma, il réalise, co-écrit et joue dans Enfin des bonnes nouvelles, son premier long-métrage de fiction sorti en salles le 30 novembre 2016. Il co-écrit avec Christophe Alévêque On marche sur la dette (ré-édité en 2016 aux éditions La Martinière). En 2025, il réalise Dis pas de bêtises, un film hommage à son père (Pierre-William Glenn) qui parait à la sélection officielle de Cannes Classics.

## Biographie
Vincent Glenn fait ses études à l'ENS Louis Lumière dont il sort diplômé en 1989 de la section cinéma. Deux ans plus tard, il fonde sa propre société de production avec Katya Laraison : FilmO. Il réalise jusqu'en 2000 plusieurs documentaires pour Arte au format court-métrage (Dernières nouvelles du chaos co-réalisé avec Alain Montesse en 1994, Enfants du raï en 1995, Du côté de chez soi co-réalisé avec Barmak Akram en 1998) et long-métrage (Ralentir école co-réalisé avec Éric Guéret en 2000). Dans les années 1990, il travaille comme monteur pour plusieurs documentaires, notamment de Jean-Paul Roig (Maloya dousman - 1994), Hervé Cohen (Les Minots du panier - 1995), Agnès Denis et Paco Pena (La guerre préventive - 1996) et Xavier-Marie Bonnot (Le Miroir de Thèbes - 1996).
Également pianiste, il compose des bandes originales, pour l'ensemble de ses propres œuvres mais aussi pour Le Sourire de Claude Miller sorti en 1994 et 23:58 de Pierre-William Glenn sorti en 1995 (avec Pierre Boscheron). Dans ses différentes activités, il est amené à collaborer avec de nombreux musiciens tels que Fantazio, Seb Martel, Pierre Boscheron, Smadj, Matthieu Chedid, Medhi Haddab, Julien Lourau, Dierdre Dubois, Jérôme Goldet, Tarik Chaouach, André Minvielle, Bernard Lubat, le Surnatural Orchestra, Laure Brisa... 
Vincent Glenn se dédie par ailleurs à des projets à mi-chemin entre le cinéma et la société civile. Avec l'association De l'autre côté, il organise des rencontres aux croisements de l'art et du politique (Solitaires/solidaires en 1998, Public-cité-publicité en 1999 et Place des images en 2000). Il coordonne des sessions de rencontres comme Citoyen spectateur à Montreuil (1998 – 2000), Travail et démocratie (2008 - 2009) et Produit intérieur doux (2010). Plus récemment en 2015, il coordonne la campagne Bio et Local c'est l'idéal pour la Fédération Nationale de l'agriculture biologique (Fnab).
En 2001, il commence la production et la réalisation du long-métrage documentaire Davos, Porto Alegre et autres batailles co-écrit avec Christopher Yggdre. Ce film met en regard le forum économique mondial de Davos (Suisse) et le premier Forum social mondial de Porto Alegre qui se sont déroulés simultanément en janvier 2001. Le film sort en France le 6 janvier 2003.
Le 21 avril 2004 sort en salles Pas assez de volume (notes sur l'OMC) sur le fonctionnement de l'Organisation mondiale du commerce. Son troisième documentaire pour le cinéma, Indices, sort en mars 2011 et s'interroge sur la pertinence du PIB comme indicateur de mesure du « niveau de vie des nations ».
En parallèle de ses activités de réalisateur, il co-fonde la coopérative de diffusion Co-errances en 2003 et la coopérative de production et distribution DHR (Direction Humaine des Ressources) en 2006. Par son activité au sein de DHR qu'il dirige de 2012 à 2014, il produit le film La face bio de la République, de Thierry Derocles (2013) et accompagne le lancement de La bombe et nous, de Xavier-Marie Bonnot (2014 - 2017). Il participe également à la sortie nationale de la version restaurée d'Avoir 20 ans dans les Aurès de René Vautier en 2012.
De 2008 à 2016, Vincent Glenn co-écrit et réalise Enfin des bonnes nouvelles, son premier long-métrage de fiction dans lequel il interprète également le rôle principal. Ce « faux-documentaire » imagine un groupe de chômeurs qui fait fortune en créant la première agence de notation citoyenne. Le film co-produit par DHR est sorti en salles le 30 novembre 2016.
Cinéaste mais aussi auteur, il co-écrit avec Christophe Alévêque Le Tour de la dette en 80 minutes, présenté pour la première fois lors de la Fête de la dette au 104 à Paris le 31 mai 2014, ainsi que l'ouvrage On marche sur la dette (ré-édité en 2016 aux éditions La Marinière et en collection poche chez Points).
En 2021 il publie un livre-essai Vous pouvez laisser un message, je ne les écoute jamais, sous forme de lettres adressées à ses pairs où il questionne les capacités de chacun à ''faire attention'', ou pas.
En 2024, il écrit L’Effet Boson en collaboration avec le magicien-mentaliste Gabriel Werlen : une conférence musicale- théâtrale reliant l’histoire de la découverte scientifique du Boson de Higgs à différents enjeux socio-écologiques contemporains. Fin 2024 paraît son dernier livre : On ne sait jamais, récit de politique fiction porte un sous-titre : prévisions fantaisistes à l’usage de ceux et celles qui doutent de l’utilité d’aller voter.
Depuis, 2019, il publie régulièrement des textes sur son blog de Mediapart.

## Engagement
L'ensemble de son œuvre est empreinte d'un fort engagement social, environnemental et citoyen et aborde des thèmes tels que la démocratie et la subjectivité individuelle (Rue de la Solidarité – 1996), l'identité et l'altérité (Enfants du Raï - 1995 et Du côté de chez Soi – 1998), l'évaluation et l'apprentissage (Ralentir école - 2000), la mondialisation, le pouvoir et la question de la visibilité des idéologies (Davos Porto Alegre et autres batailles - 2001) la mondialisation, les cultures et les règles du jeux économiques (Pas assez de volume (notes sur l'OMC) - 2004) les indicateurs de richesse, (Indices – 2011), pouvoir du capital et pouvoir citoyen (Enfin des bonnes nouvelles – 2016).
Après avoir « commenté le match dans les tribunes depuis 25 ans en tant que documentariste », Vincent Glenn se présente aux élections législatives dans la 7e circonscription de Seine Saint-Denis. Dans un contexte de forte abstention, il ne recueille que 0,50 % des voix au premier tour.

## Filmographie

### Au cinéma
- 2003 : Davos Porto Alegre et autres batailles - co-écrit avec Christopher Yggdre
- 2004 : Pas assez de volume (notes sur l’OMC)
- 2011 : Indices
- 2016 : Enfin des bonnes nouvelles (également co-scénariste et acteur)

### Télévision
- 1992 : Les larmes sacrées du crocodile
- 1994 : Dernières nouvelles du chaos[6] (court-métrage)
- 1995 : Enfants du Raï[7]
- 1996 : Rue de la solidarité[8]
- 1998 : Du côté de chez soi[7]
- 2000 : Ralentir École[9], co-réalisé avec Éric Guéret